# Expedice 33
Expedice 33 byla třicátou třetí expedicí na Mezinárodní vesmírnou stanici (ISS). Expedice trvala od září do listopadu 2012. Byla šestičlenná, tři členové posádky přešli z Expedice 32, zbývající trojice na ISS přiletěla v Sojuzu TMA-06M.
Sojuz TMA-05M a Sojuz TMA-06M expedici sloužily jako záchranné lodě.

## Posádka
| Pozice            | 1. část (září 2012)                   | 2. část (od září do listopadu 2012)    |
| ----------------- | ------------------------------------- | -------------------------------------- |
| Velitel           | Sunita Williamsová (2), NASA          | Sunita Williamsová (2), NASA           |
| Palubní inženýr 1 |                                       | Oleg Novickij (1), Roskosmos (CPK)     |
| Palubní inženýr 2 |                                       | Jevgenij Tarelkin (1), Roskosmos (CPK) |
| Palubní inženýr 3 |                                       | Kevin Ford, NASA                       |
| Palubní inženýr 4 | Jurij Malenčenko (5), Roskosmos (CPK) | Jurij Malenčenko (5), Roskosmos (CPK)  |
| Palubní inženýr 6 | Akihiko Hošide (2), JAXA              | Akihiko Hošide (2), JAXA               |

V závorkách je uveden dosavadní počet letů do vesmíru včetně této mise.
Zdroj pro tabulku: ASTROnote.
Záložní posádka:
- Christopher Hadfield, CSA
- Roman Romaněnko, Roskosmos (CPK)
- Thomas Marshburn, NASA
- Pavel Vinogradov, Roskosmos (RKK Eněrgija)
- Alexandr Misurkin, Roskosmos (CPK)
- Christopher Cassidy, NASA